# Asilus sackeni
Asilus sackeni là một loài ruồi trong họ Asilidae. Asilus sackeni được Banks miêu tả năm 1920. Loài này phân bố ở vùng Tân Bắc giới.